# 페르난도 레이
페르난도 레이(Fernando Rey, 1917년 9월 20일 ~ 1994년 3월 9일)는 스페인의 배우이다.

## 출연 작품
- 빌라 라이즈 - 푸엔테스 역
- 1492 콜럼버스

## 같이 보기
- 스페인 영화